# 蘇富比
蘇富比
（Sotheby's），是一家拍賣行，以拍卖艺术品及文物而著称。它創始於英國倫敦，總部位於紐約曼哈顿約克大道。它是佳士得拍卖行的重要竞争对手。

## 历史
蘇富比拍賣行的前身是1744年3月11日在伦敦建立的贝克和利公司（Baker and Leigh）。自1955年從倫敦擴展至紐約，蘇富比遂成為第一所真正之國際拍賣行，也是首家於香港（1973年）、印度（1992年）及法國（2001年）舉行拍賣的機構，以及第一家於中國營商的國際藝術拍賣行（2012年）。時至今日，蘇富比於世界各地9個拍賣中心舉行拍賣，包括紐約、倫敦、香港及巴黎這幾個主要拍賣中心，客戶亦可選用即投BIDnow於網上觀看拍賣直播，並在世界各地同步參與網上競投。透過蘇富比金融服務，藏家也可尊享全球僅有的全面性藝術金融服務支援。蘇富比也為客戶帶來私人洽購的機會，涵蓋的收藏類別超過 70 種，當中的管道包括：設於紐約蘇富比隸屬當代藝術部的S|2展售藝廊，以及兩項零售業務──蘇富比鑽石（SOTHEBY'S DIAMONDS）及蘇富比洋酒。蘇富比擁有強大的環球網路，共90個辦事處遍及全球40個國家，是紐約證券交易所歷史最悠久的上市公司，代號為BID。
一直以來，蘇富比與佳士得激烈地爭奪世界最重要藝術品拍賣人的地位。這個主要地位透過多種方式取得，包括自然增長，收購及在過去一個世紀的藝術衰退裡仍然妥善管理而得來。1964年，蘇富比收購了美國最大的藝術品拍賣人Parke-Bernet。1983年，蘇富比則被美國富豪A. Alfred Taubman收購，並在1998年將其上市。
2013年10月3日凌晨消息，據路透社報導，激進投資者丹尼爾·勒布（Daniel Loeb）通過他旗下的對沖基金Third Point增持了拍賣巨頭蘇富比公司（BID）9.3%股份，成為該公司的最大股東。
2016年7月27日中国泰康人寿斥资2.3亿美元入股蘇富比拍賣行13.52%股權（791.87万股），成为最大股东。
截至2016年11月11日，泰康人壽總共持有蘇富比14.99%的股份，共793.96萬股。
2019年6月18日歐洲電訊和媒體巨頭Altice集團創辦人帕特里克·德拉希，旗下美國公司「BidFair」，以每股57美元，斥資37億美元現金收購蘇富比拍賣行。同時蘇富比從纽约证券交易所私有化退市。

## 画廊

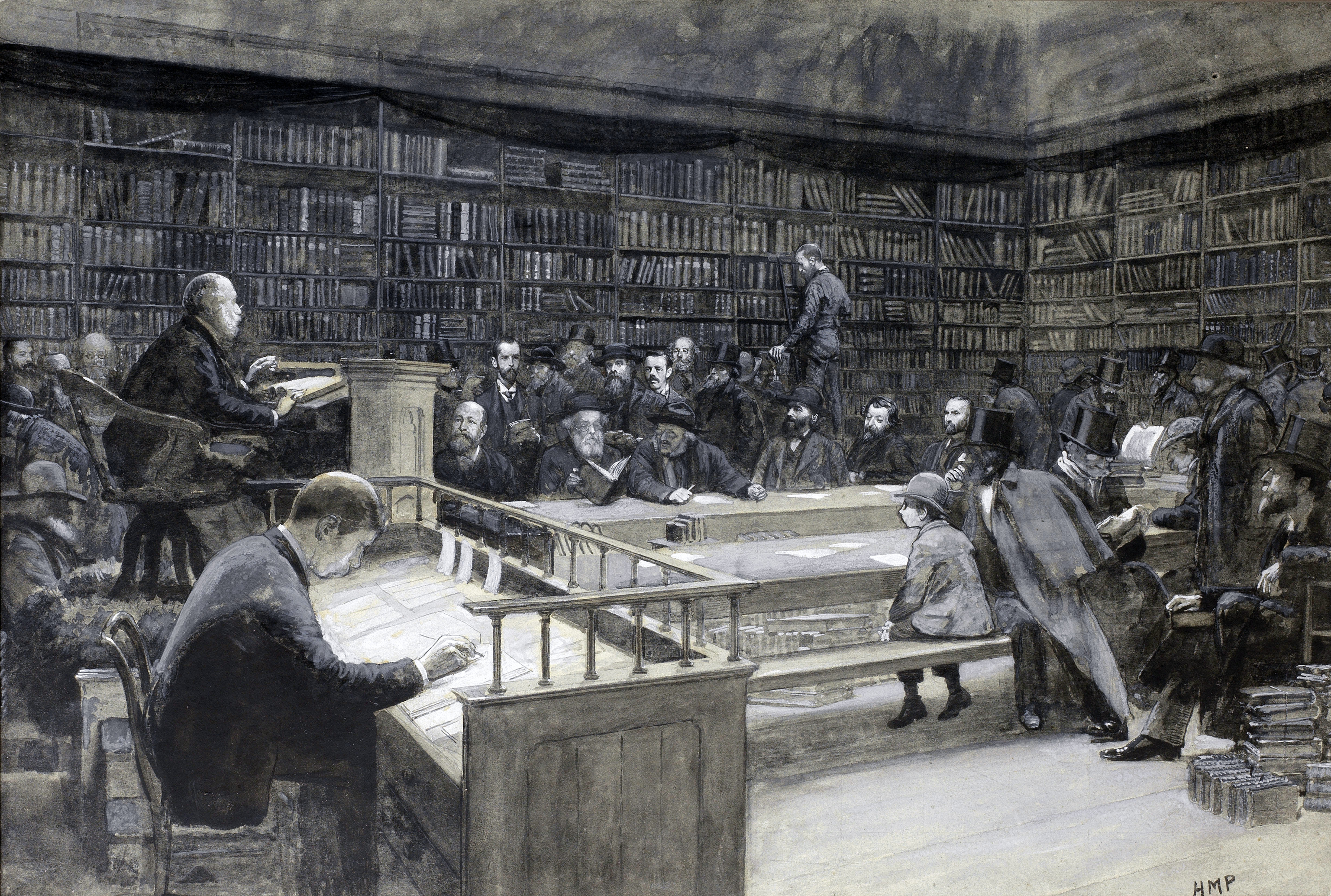
1888年的图书成交
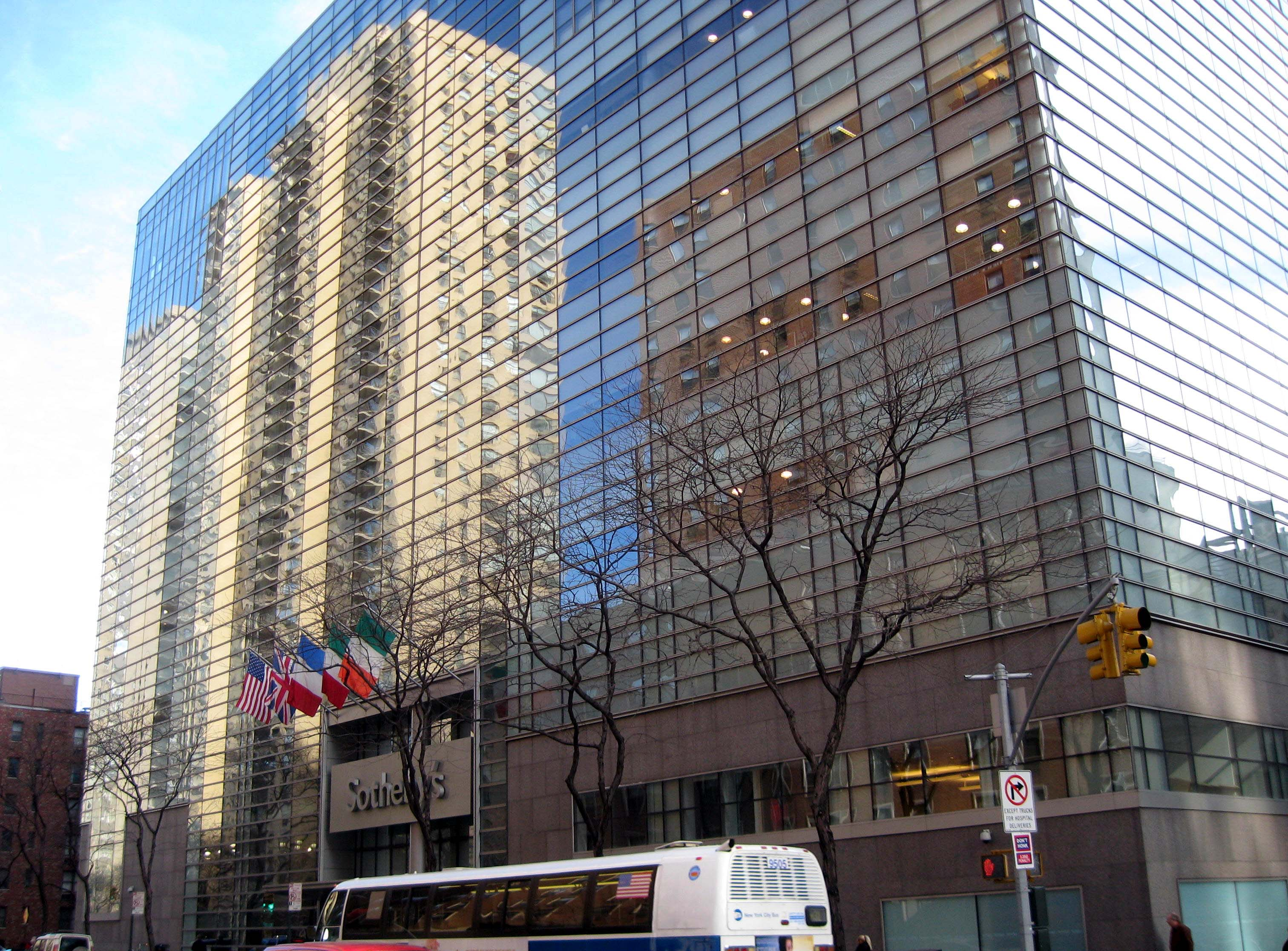
纽约总部
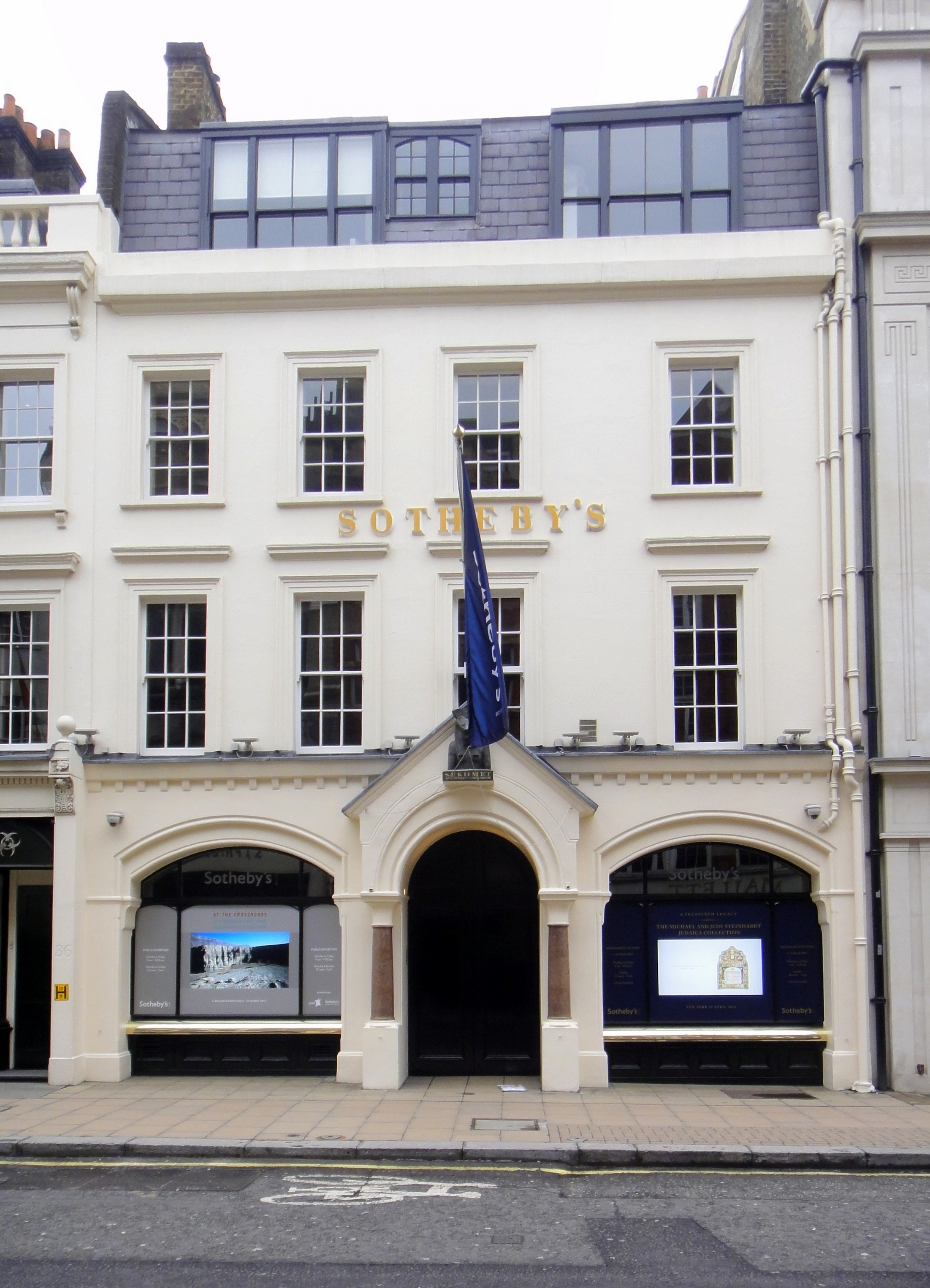
伦敦总部
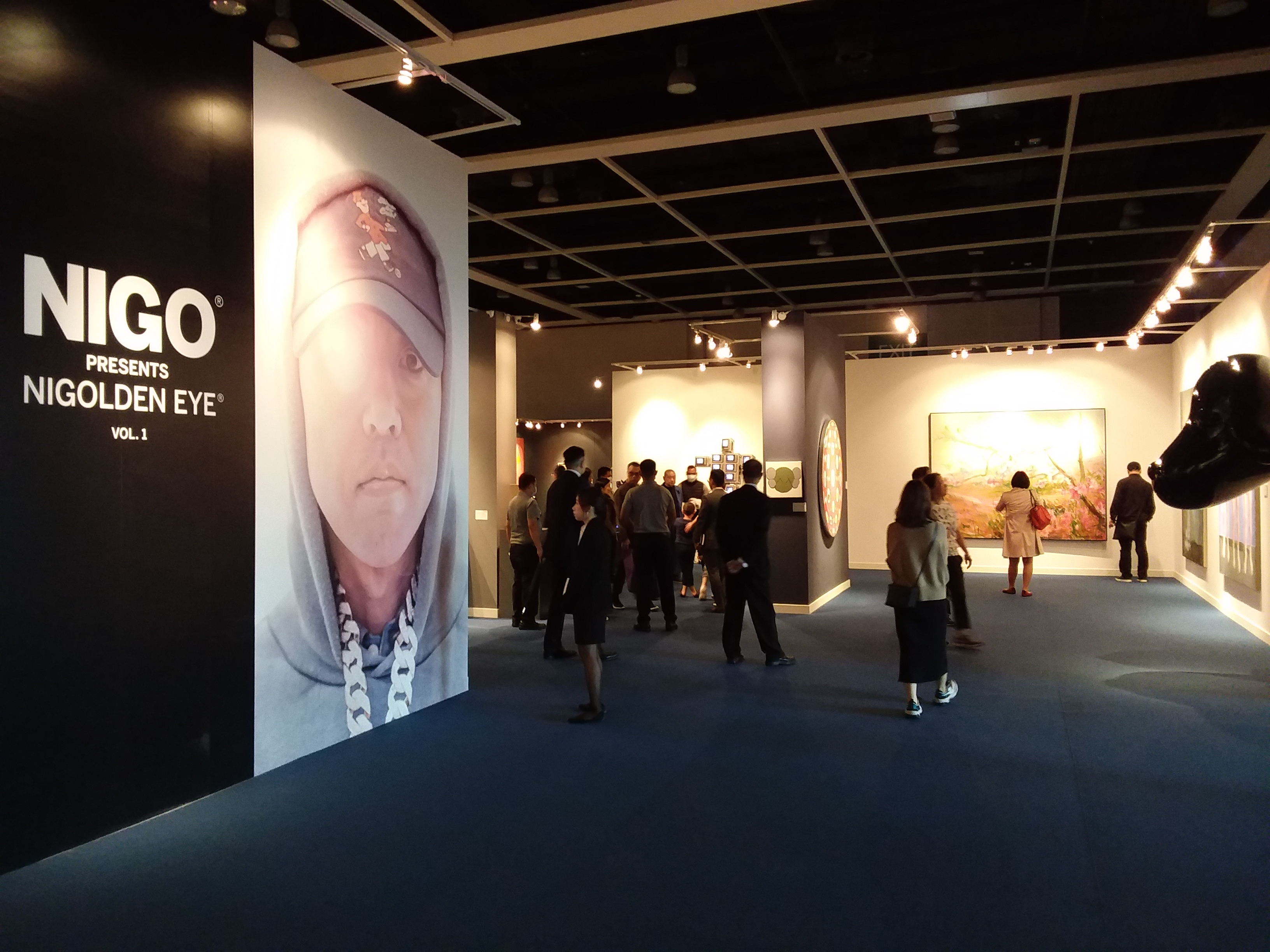
香港拍卖

## 相關專訪
- 與拍賣官看藝術（页面存档备份，存于）

## 外部連結
- 蘇富比官方網站（页面存档备份，存于）

51°30′43″N 0°08′37″W / 51.51194°N 0.14361°W